# アルバトロス (航空機メーカー)

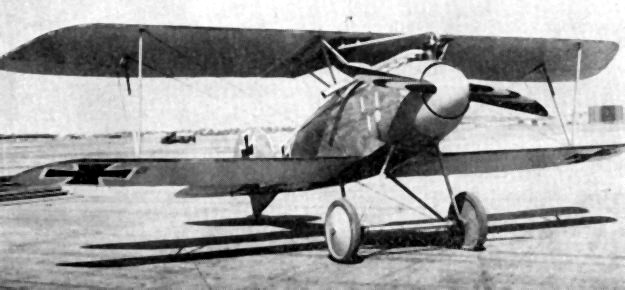
アルバトロス D.III 戦闘機

アルバトロス・フルークツォイクヴェルケ社（Albatros Flugzeugwerke GmbH）は第一次世界大戦で、活躍した戦闘機を製造したドイツの航空機製造メーカーである。
1909年12月29日にベルリンにヴァルター・フート（Walter Huth）によって設立された。第一次世界大戦に活躍したアルバトロス D.III、アルバトロス D.Vで知られる。アルバトロスで活躍した設計者には、エルンスト・ハインケルやロベルト・ティエレン（Robert Thielen）がいる。第一次大戦中に約10,000機の航空機を製造した。1931年にフォッケウルフ社に吸収された。
- アルバトロス C.VII 偵察機
- アルバトロス C.X 偵察機 (1917)
- アルバトロス D.III 戦闘機 (1916)
- アルバトロス D.V 戦闘機 (1917)
- アルバトロス L 75 練習機 (1928)
- アルバトロス W.4 水上機 (1916)